# Arco da Calheta

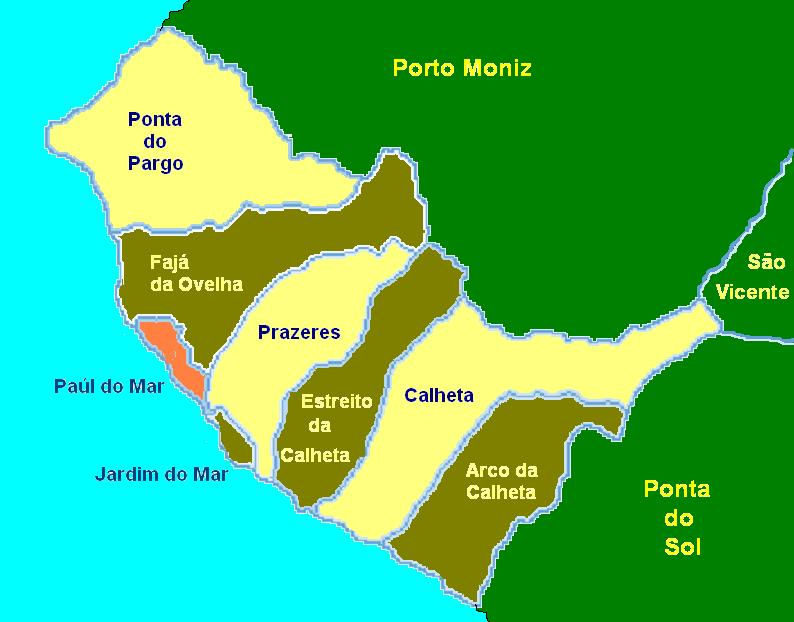
Calheta járás települései

Arco da Calheta egy (mint neve is mutatja) hegyekkel övezett falu Madeira szigetének Calheta járásában. Déli peremén halad el a sziget déli partvidékén végigkígyózó régi, ER 222 jelű út; keleti végén pedig a Canhast Ribeira da Janelával összekötő ER 209 út.
A sziget régi települései közé tartozik; 1572-ben alapították. A környék gyorsan a sziget egyik jelentős növénytermesztő körzetévé vált; ami máig meglátszik a település szerkezetén: a nemesi kúriák és a kápolnák elszórtan állnak a művelt földterületeken.
Kulturális életének kiemelkedő eseménye a minden év szeptember 7–8-án a falu védőszentjének tiszteletére tartott ünnepség.